# 지방도 제512호선
지방도 제512호선은 청주시 상당구 문화동 구남궁병원사거리와 세종특별자치시 연동면 예양리 미꾸지삼거리를 잇는 충청북도의 지방도이다. 2010년에 지방도 제594호선이 이 노선으로 통합되었다.

## 연혁
- 2003년 2월 14일 : 노선 폐지 및 재지정으로 시점이 '청주시 남문로'에서 '청주시 상당구 문화동'으로 변경[2]
- 2008년 12월 26일 : 지방도 도로구역 지정[3]
- 2010년 9월 : 지방도 제594호선 구간을 편입[4]
- 2010년 11월 19일 : 명암지 ~ 산성간 도로 확포장 개통으로 청주시 상당구 명암동 ~ 산성동 4.4km 구간이 5.3km로 노선 변경[5]
- 2011년 10월 14일 : 산성 ~ 무성간 도로 확포장공사에 의해 청주시 상당구 산성동 ~ 청원군 낭성면 무성리 3.56km 구간 도로구역 변경[6]
- 2011년 10월 21일 : 관정 ~ 이목간 도로 확포장공사에 의해 청원군 낭성면 호정리 ~ 관정리 2.36km 구간 도로구역 변경[7]
- 2018년 6월 22일 : 산성 ~ 무성간 도로(청주시 상당구 산성동 ~ 낭성면 현암리) 2.68km 구간 확장 개통, 기존 청주시 상당구 낭성면 현암리 820m 구간 폐지[8]
- 2020년 1월 20일 : 관정 ~ 이목간 도로(청주시 상당구 낭성면 호정리 ~ 관정리) 2.36km 구간 확장 개통, 기존 청주시 상당구 낭성면 호정리 총 0.51km 구간 폐지[9]

## 주요 경유지

### 구지방도 제594호선노선
- 세종특별자치시
  - 연동면 미꾸리삼거리

- 청주시
  - 흥덕구
    - 강내면 사곡리 - 태성리 - 태성사거리 - 궁현리 - 연정리
    - 강서동 현암동 - 구암삼거리 - 신전동 - 석곡사거리
    - 가경동 충북예술고등학교 - 죽림사거리 - 홈플러스 청주점
    - 성화개신죽림동 충북대학교병원 - 개신오거리 - 개신동
    - 모충동 모충대교오거리 - 모충대교

  - 상당구
    - 성안동 모충대교사거리

### 본래 노선
- 청주시
  - 상당구
    - 성안동 구남궁병원사거리 - 구법원사거리
    - 탑대성동 명장사 - 탑동 - 대성동
    - 용담명암산성동 용담동 - (1순환로) - 산성제1터널(상행 510m, 하행 674m) - 산성제2터널(상행 679m, 하행 670m) - (산성입구)
    - 낭성면 현암리 - 현암삼거리 - 무성삼거리 - 무성교 - 무성리 - 지산리 - 지산교 - 이목리 - 호정삼거리 - 호정교 - 호정리 - 관정리 - 관정삼거리

## 도로명
- 세종특별자치시 연동면 미꾸리삼거리 ~ 청주시 흥덕구 성화개신죽림동 개신오거리 : 서부로
- 청주시 흥덕구 성화개신죽림동 개신오거리 ~ 상당구 성안동 모충대교사거리 : 모충로
- 청주시 상당구 성안동 구남궁병원사거리 ~ 용담명암산성동 용담동 : 용담로
- 청주시 상당구 용담명암산성동 용담동 ~ 낭성면 관정삼거리 : 산성로